# Nhà Đức Trinh nữ Maria

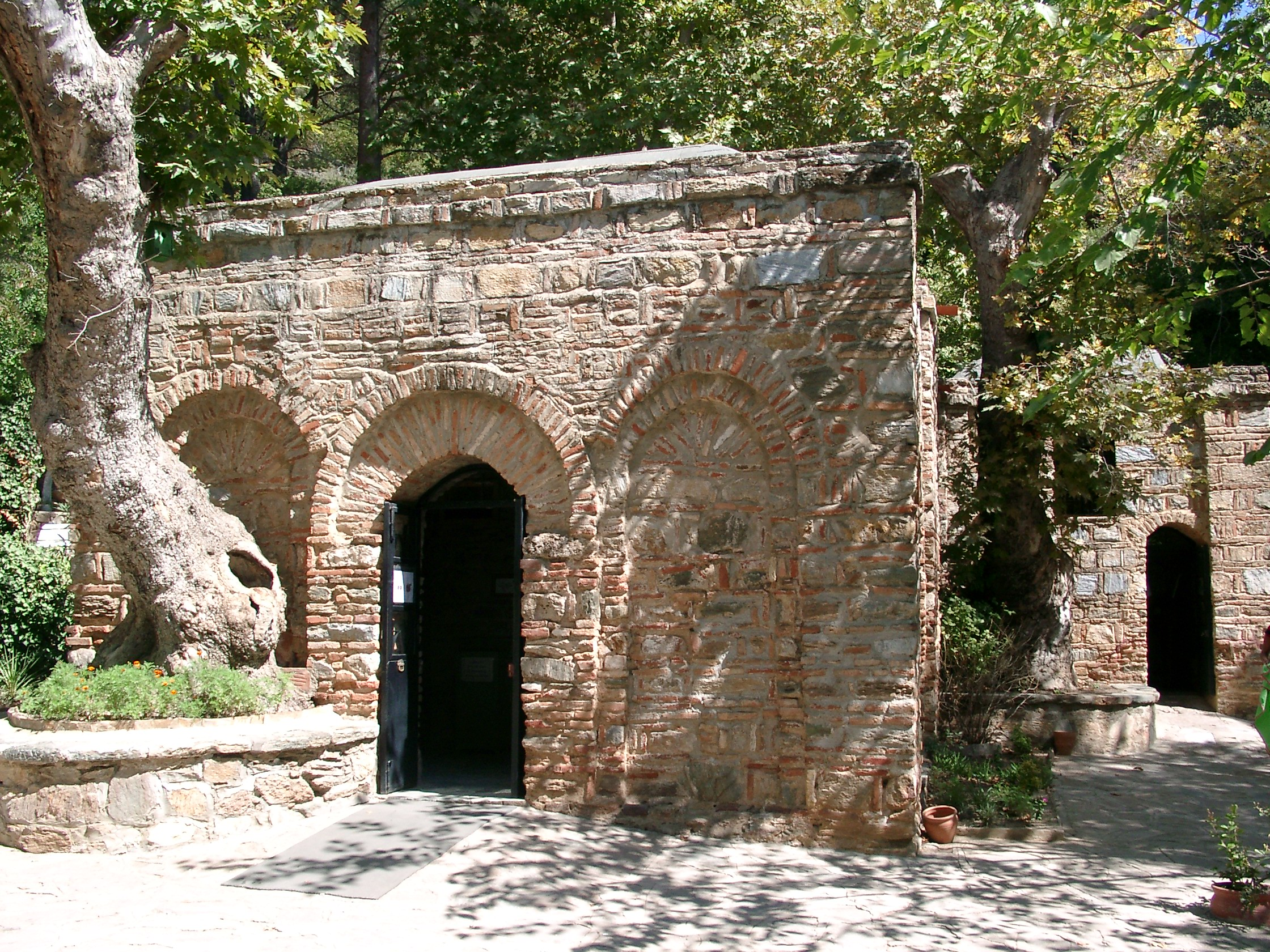
Ngôi nhà được phục hồi, nay dùng làm nhà nguyện

Nhà Đức Trinh nữ Maria (tiếng Thổ Nhĩ Kỳ: Meryem ana hoặc Meryem Ana Evi) là một nơi linh thiêng của Công giáo và Hồi giáo trên núi Koressos (tiếng Thổ Nhĩ Kỳ: Bülbüldağı, "núi Chim Họa Mi") trong vùng lân cận Ephesus, cách huyện Selçuk của Thổ Nhĩ Kỳ 7 kilômét (4,3 mi).
Ngôi nhà này được phát hiện ở thế kỷ thứ 19 theo sự mô tả trong thị kiến của Anne Catherine Emmerich (1774–1824), một nữ tu sĩ Công giáo, được tác giả người Đức Clemens Brentano ghi chép và xuất bản sau khi bà qua đời. Nữ tu Anne Catherine Emmerich đã được Giáo hoàng Gioan Phaolô II phong chân phước ngày 3.10.2004.
Giáo hội Công giáo chưa hề công nhận hay phủ nhận tính xác thực của ngôi nhà này, tuy nhiên hàng đoàn người hành hương vẫn tới thăm nơi đây từ khi phát hiện ra địa điểm này. Việc những người hành hương Công giáo tới thăm viếng ngôi nhà này là do niềm tin rằng Đức Maria đã được thánh Gioan, Tông đồ Thánh sử đưa từ Israel tới sống trong ngôi nhà bằng đá này cho tới khi Đức Mẹ Lên Trời (theo giáo lý Công giáo) hoặc Đức Mẹ An giấc (theo đức tin Chính Thống giáo Đông phương).

## Mô tả ngôi nhà và cảnh quan

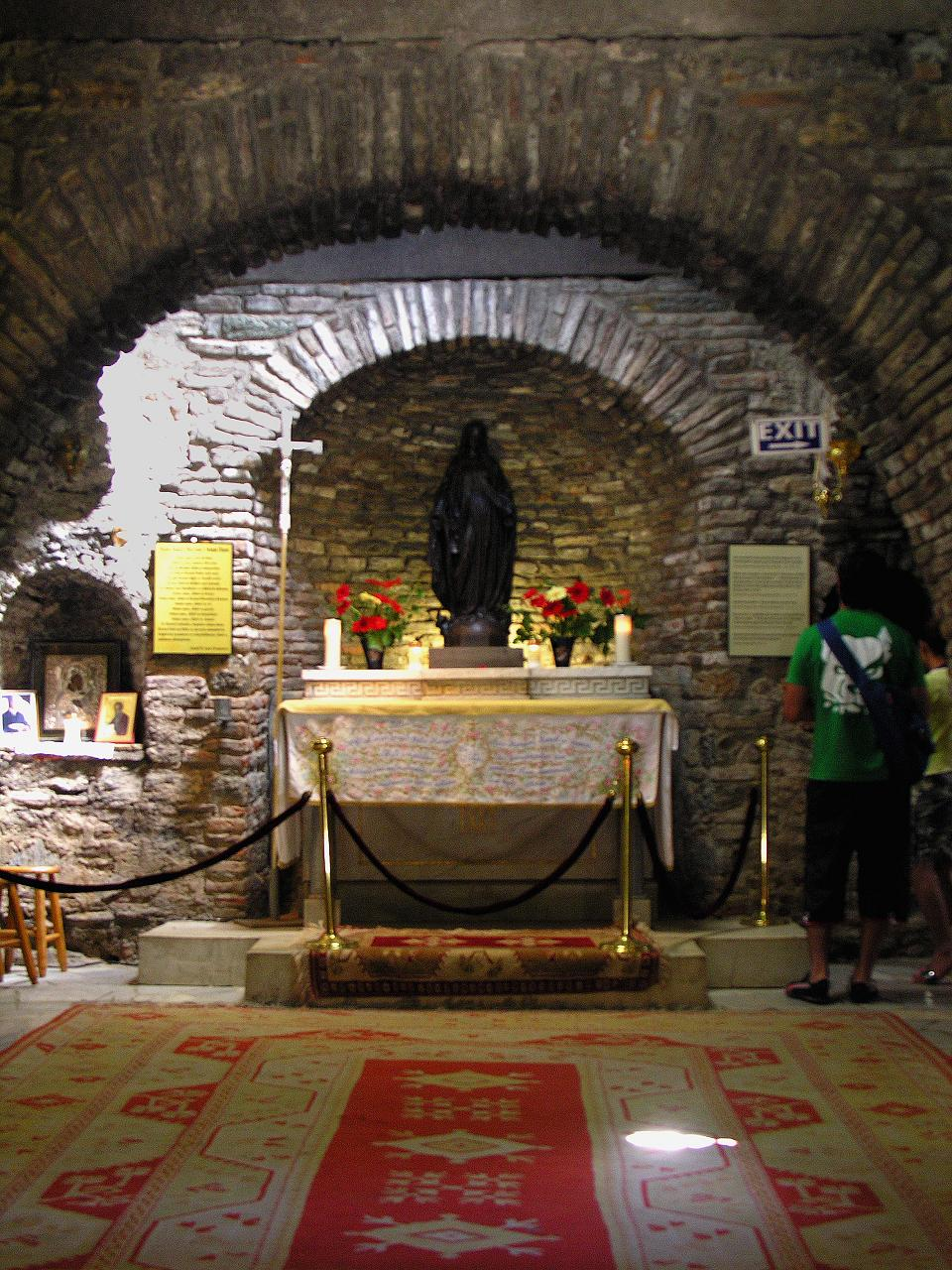
Cảnh bên trong ngôi nhà

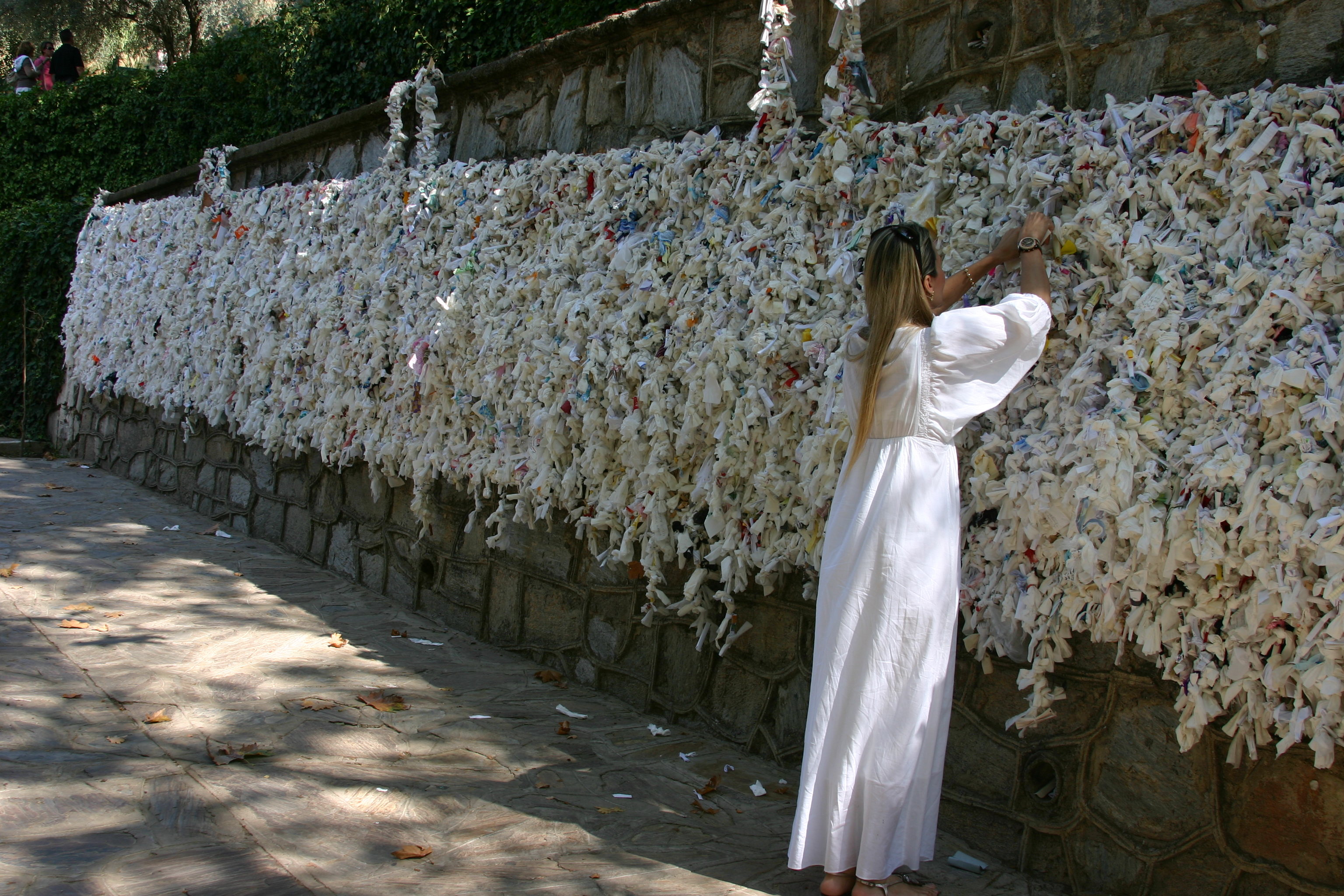
Bức tường ước nguyện, nơi những người hành hương treo các mảnh giấy hoặc vải viết những ước nguyện của họ.

Bản thân ngôi nhà không được rộng lắm, chỉ có thể được gọi là một nhà nguyện khiêm tốn. Những viên đá xây dựng được bảo tồn và ngày xây dựng từ thời đại các Tông đồ, phù hợp với các tòa nhà khác được bảo quản từ thời xa xưa đó, nhưng có các bổ sung nhỏ như cảnh quan sân vườn và những kiến trúc bên ngoài ngôi nhà.
Khi vào nhà nguyện, khách hành hương sẽ gặp một phòng đơn lớn trong đó có một bàn thờ cùng một bức tượng Đức Maria được đặt ở phía chính giữa đầu nhà. Ở bên phải có một phòng nhỏ nối với phòng dùng làm nhà nguyện, là nơi được cho là phòng ngủ của Đức Maria. Có một dòng suối chảy qua ngay bên ngoài phòng nhỏ này dẫn tới đài phun nước hiện tại bên ngoài nhà nguyện.
Bên ngoài ngôi nhà có một "bức tường ước nguyện" trên đó những người hành hương dùng để treo những tờ giấy hay mảnh vải ghi những ước nguyện của họ. Quanh đó có nhiều cây lớn nhỏ, và có bố trí hệ thống chiếu sáng để tăng vẻ đẹp cho cảnh quan. Có một đài phun nước bên ngoài nhà nguyện, và một số người hành hương tin rằng nước này có thể chữa lành bệnh hoặc làm cho phụ nữ có khả năng sinh sản.

## Lịch sử

### Được mô tả từ Đức
Vào đầu thế kỷ thứ 19, Anne Catherine Emmerich, một nữ tu dòng thánh Augustinô ở Dülmen, Đức bị bệnh nằm liệt giường, tường thuật một loạt các thị kiến trong đó bà thấy những ngày cuối cùng trong cuộc đời Chúa Giêsu, và các chi tiết về cuộc đời của Đức Maria, Mẹ chúa Giêsu. Giữa cơn mê sảng, bà bắt đầu nghe thấy những tiếng nói, những hình ảnh vừa xa xăm lại vừa sống động. Những câu chuyện kể rất chi tiết về cuộc đời của Chúa Giêsu, Đức Maria và chuyến di cư của bà tới Ephesus từ hàng ngàn năm trước.
Người ta kể lại rằng lúc đó nữ tu sĩ này đã rất ốm yếu. Bà nằm trên giường cầu nguyện với hai cánh tay giang rộng. Rồi đột nhiên bà lên cơn sốt và co giật, sắc mặt đỏ gay. Ngay sau đó, một luồng ánh sáng từ trên cao chiếu xuống cơ thể bà. Khi ánh sáng rọi đến hai bàn tay và hai bàn chân của bà thì đôi bàn tay và bàn chân này chợt dính đầy máu và được in các dấu Thánh. Hiện tượng này các bác sĩ thời đó không giải thích được.
Emmerich đã bị bệnh một thời gian dài trong tu viện ở Dülmen nhưng đã nổi tiếng như một nhà thần bí và nhiều nhân vật tiếng tăm đã tới viếng thăm bà.

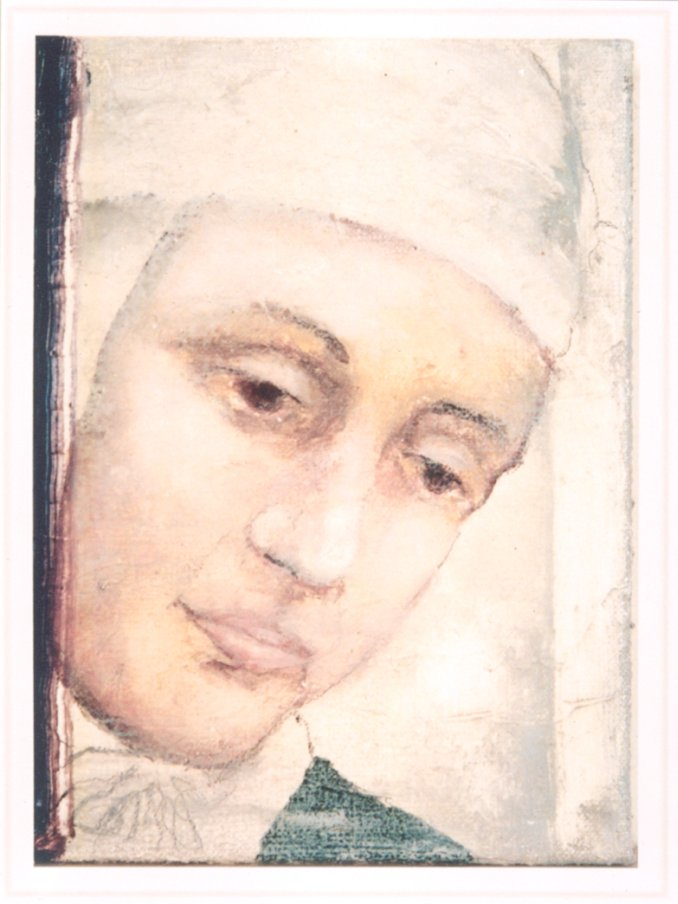
Bức vẽ Anne Catherine Emmerich ở thế kỷ thứ 18

Một trong những người tới thăm Emmerich là nhà văn Clemens Brentano, sau khi tới thăm lần đầu đã ở lại Dülmen 5 năm để gặp Emmerich mỗi ngày và ghi lại những thị kiến mà bà tường thuật lại . Sau khi nữ tu Emmerich qua đời, Brentano đã xuất bản một quyển sách về những thị kiến của bà; và sau khi ông qua đời thì một quyển sách thứ hai gồm những ghi chú của ông cũng được xuất bản.
Một trong những thị kiến của Emmerich là sự mô tả ngôi nhà được cho là do Thánh Gioan, Tông đồ Thánh sử đã xây dựng ở Ephesus cho Đức Maria, nơi mà bà đã cư ngụ cho tới khi lìa đời. Emmerich cung cấp nhiều chi tiết về địa điểm có ngôi nhà, và địa hình của vùng lân cận.
“ 
Đức Maria không cư ngụ ở Ephesus, nhưng ở một nơi gần đó... Nhà cư ngụ của Đức Maria ở trên một ngọn đồi phía bên trái con đường từ Jerusalem tới, cách Ephesus khoảng 3 giờ rưỡi. Ngọn đồi này dốc đứng về phía Ephesus; thành phố, mà người ta tới được từ phía đông nam dường như nằm trên vùng đất tăng cao.... Những đường đi bộ hẹp dẫn về phía nam tới một ngọn đồi gần đỉnh của nó là một cao nguyên không bằng phẳng, đi mất khoảng nửa giờ. ”
Emmerich cũng mô tả các chi tiết của ngôi nhà: được xây bằng những viên đá hình chữ nhật, các cửa sổ đặt cao lên gần mái nhà bằng phẳng và ngôi nhà gồm 2 phần với nền bếp lò ở giữa ngôi nhà. Bà còn mô tả thêm vị trí của các cửa ra vào, hình dạng của ống khói vv.... Quyển sách gồm những mô tả bên trên được xuất bản năm 1852 ở München, Đức.

### Phát hiện ở Thổ Nhĩ Kỳ

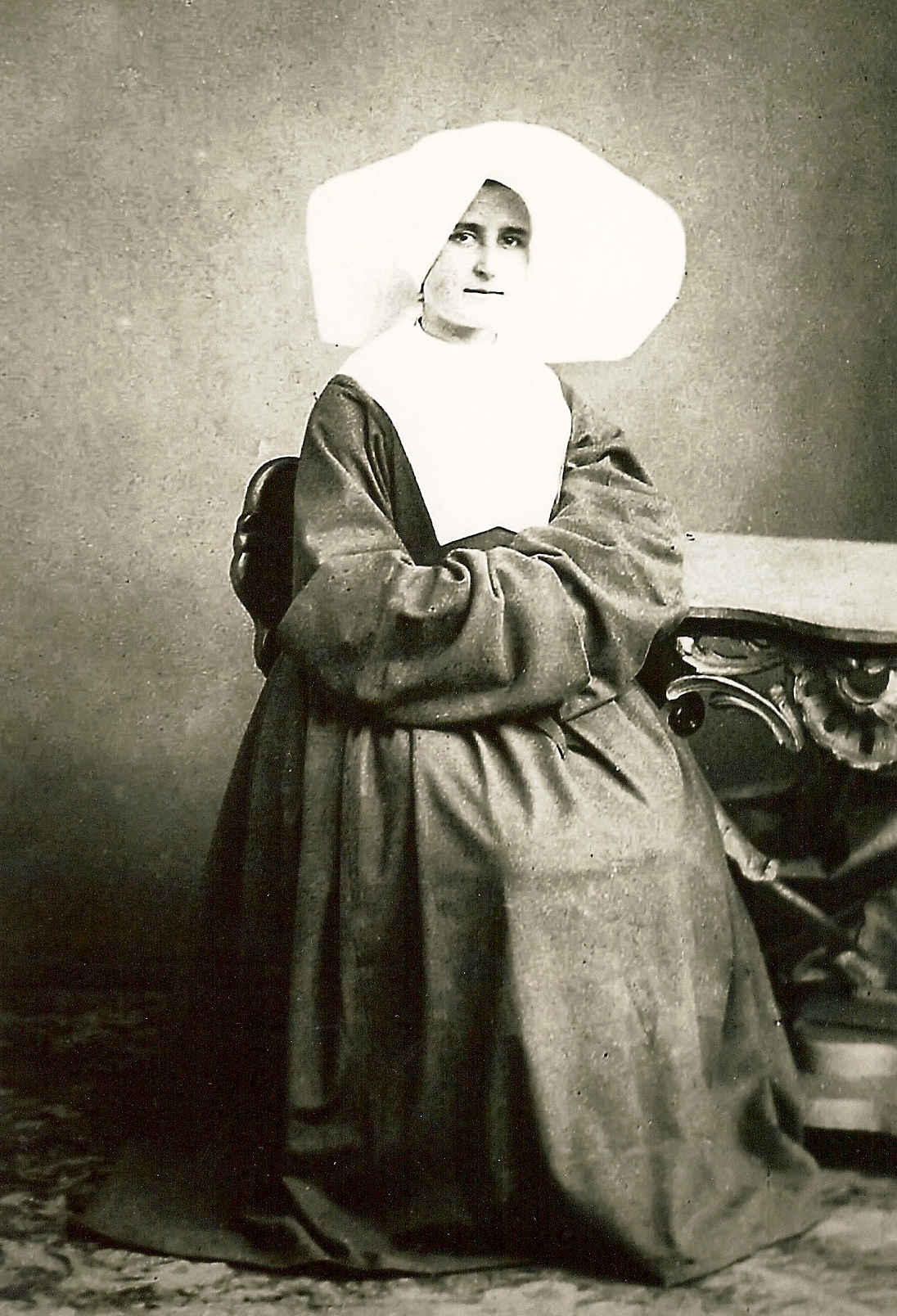
Nữ tu Marie de Mandat-Grancey

Dựa vào sự mô tả trong quyển sách mà Brentano đã ghi chép về các cuộc trò chuyện của ông ta với Emmerich, một linh mục người Pháp, tu sĩ Julien Gouyet, đã quyết định đi đến khu vực thành phố Ephesus cổ để tìm hiểu về những điều được kể trong câu chuyện. Ông đã gặp Tổng giám mục đương thời của địa phương là Timoni để trình bày ý tưởng và được vị này cho người giúp đỡ.
Sau một thời gian dài nỗ lực tìm kiếm, ngày 18-10-1881, cuối cùng Gouyet đã phát hiện ra một ngôi nhà nhỏ bằng đá trên một ngọn núi nhìn xuống Biển Aegea và những tàn tích của Ephesus cổ ở Thổ Nhĩ Kỳ. Ông tin rằng đó là ngôi nhà được Emmerich mô tả và nơi đây Đức Maria đã sống những năm cuối cùng của cuộc đời mình.
Gouyet phấn khởi gửi các báo cáo liên quan lên Tòa Giám mục Paris và thậm chí cả tới Tòa Thánh Vatican. Tuy nhiên - trái với sự mong đợi và kỳ vọng của ông – các báo cáo này đã không nhận được sự chú ý và quan tâm nào đáng kể. Mãi tới 10 năm sau do sự thôi thúc của nữ tu Marie de Mandat-Grancey (13-9-1837 – 31-5-1915) thuộc dòng Nữ tử Bác Ái (Daughters of Charity), một nhóm nghiên cứu của hai tu sĩ thuộc Hội Truyền giáo – cha Poulin và cha Jung từ İzmir - dựa vào những ghi chép của Gouyet, đã tìm thấy ngôi nhà này vào ngày 29-7-1891. Tình trạng của ngôi nhà lúc đó chỉ còn lại những bức tường bằng đá rêu phong, phần mái đã bị hủy hoại hoàn toàn. Tuy nhiên, giữa những đống đổ nát, họ tìm thấy một bức tượng Đức Maria vẫn đứng với một bàn tay bị vỡ.
Không một nơi nào khác trong khu vực có cảnh quan phù hợp với những mô tả trong sách của Brentano như vậy. Hơn nữa, nhóm nghiên cứu của hai tu sĩ trên cũng được biết rằng phế tích vừa tìm thấy đã được người dân địa phương ở ngôi làng miền núi gần đó - hậu duệ của những Kitô hữu ở Ephesus thời xưa - tôn kính từ thế hệ này sang thế hệ khác. Họ gọi ngôi nhà này là Panaya Kapulu, nghĩa là "ô cửa đến với Đức Mẹ Đồng Trinh".
Báo cáo của nhóm nghiên cứu bắt đầu được giới chức Giáo hội Công giáo chú ý. Họ tiếp tục tiến hành các nghiên cứu mang tính khoa học. Vị tổng giám mục của Izmir thậm chí còn tổ chức hẳn một nhóm gồm 7 linh mục và 5 chuyên gia để ghi chép lại và cho ra đời cuốn sách "Lịch sử của Panaya Kapulu"
Nữ tu Marie de Mandat-Grancey được Giáo hội Công giáo bổ nhiệm làm người sáng lập "Quỹ Nhà Maria", chịu trách nhiệm về việc mua, trùng tu và bảo quản ngôi nhà này cùng các khu vực lân cận từ năm 1891 cho tới khi bà qua đời năm 1915. Phần phục hồi của tòa nhà đã được phân biệt với phần còn lại ban đầu của phế tích bởi một dòng sơn màu đỏ.
Phát hiện này đã làm sống lại và củng cố một truyền thuyết Kitô giáo từ thế kỷ thứ 12 - truyền thuyết Ephesus – khác với truyền thuyết Jerusalem cũ - về vị trí Đức Mẹ An giấc (ở núi Zion, Jerusalem). Do các quyết định của Giáo hoàng Lêô XIII vào năm 1896 và Giáo hoàng Gioan XXIII vào năm 1961, Giáo hội Công giáo đã rút ơn toàn xá dành cho những người viếng thăm nhà thờ Đức Mẹ an giấc ở Jerusalem chuyển sang cho những tín hữu hành hương tới Nhà Đức Trinh Nữ Maria ở Ephesus.
 
Một số người đã tỏ ý nghi ngờ về nơi này, vì truyền thuyết về việc Đức Maria cư ngụ ở Ephesus chỉ xuất hiện trong thế kỷ 12, trong khi theo truyền thuyết phổ quát của các Giáo Phụ thì nơi cư ngụ và nơi qua đời của Đức Maria là ở Jerusalem. Tuy nhiên, những người ủng hộ truyền thuyết Ephesus đặt niềm tin của họ vào sự kiện là đã từng có một Nhà thờ Đức Bà ở Ephesus từ thế kỷ thứ 5 và là vương cung thánh đường đầu tiên trên thế giới được cung hiến cho Đức Maria.

## Quan điểm của Giáo hội Công giáo

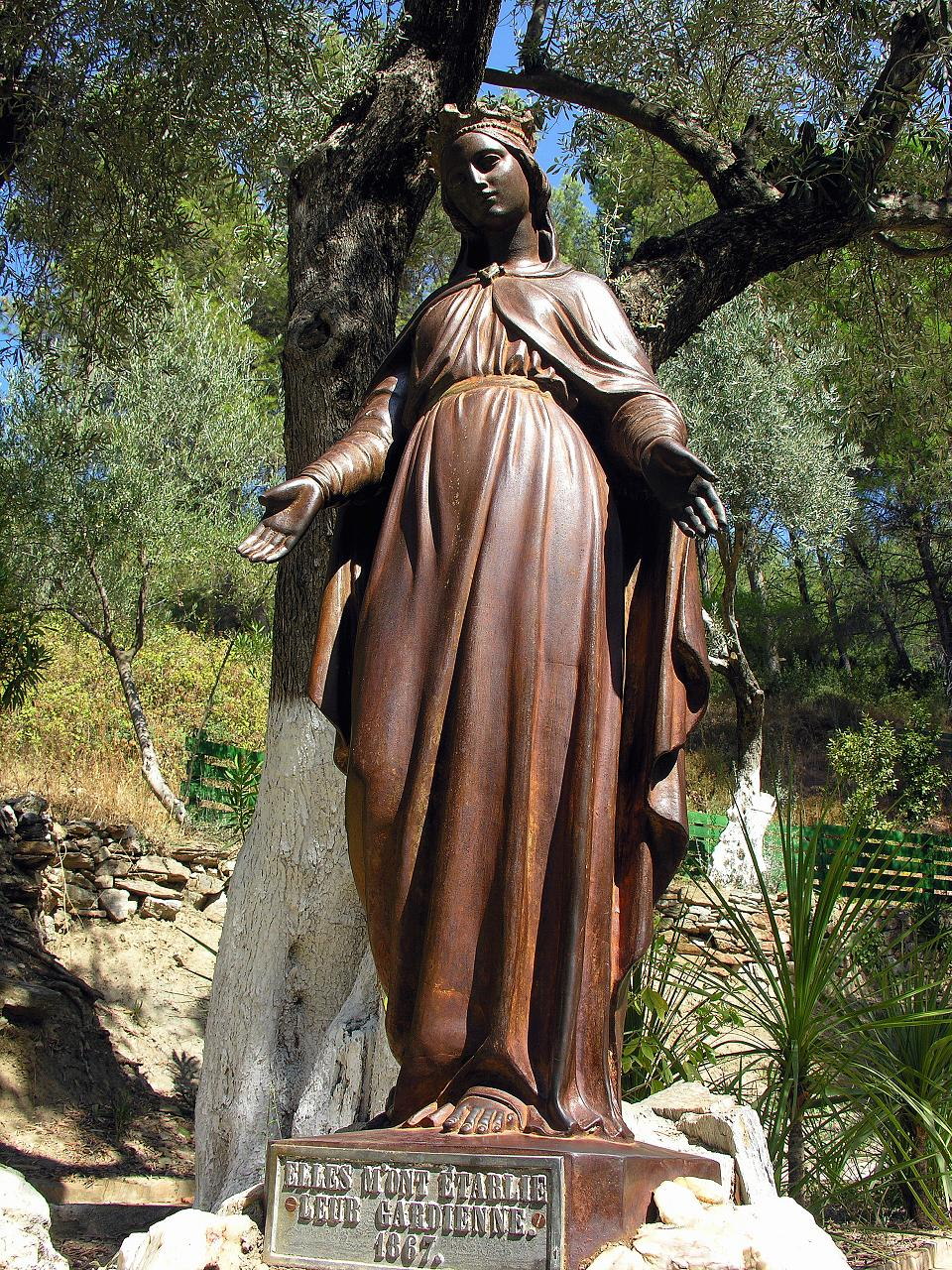
Tượng Đức Maria ở bên ngoài ngôi nhà

Giáo hội Công giáo Rôma chưa hề tuyên bố về tính xác thực của ngôi nhà này, vì thiếu chứng cứ khoa học có thể chấp nhận được. Tuy nhiên, đã có sự ban phước lành cho đoàn hành hương đầu tiên tới thăm ngôi nhà này bởi Giáo hoàng Lêô XIII vào năm 1896, chứng tỏ một thái độ tích cực của Giáo hội đối với nơi này. Giáo hoàng Piô XII, vào năm 1951 - theo định nghĩa của tín điều Đức Mẹ Hồn Xác Lên Trời năm 1950 – đã nâng ngôi nhà này lên cương vị một Thánh Địa, một đặc quyền sau đó được Giáo hoàng Gioan XXIII làm cho trở thành cố định.
Ngày nay thánh địa này đã được nhiều Kitô hữu cũng như tín đồ Hồi giáo tới viếng thăm. Các khách hành hương thường uống nước từ một dòng suối chảy qua cạnh nhà này mà họ tin là có đặc tính chữa lành bệnh. Hàng năm, các tín hữu hành hương thường tới nơi đây vào ngày 15 tháng 8, ngày Lễ Đức Mẹ Lên Trời.

### Những cuộc thăm viếng của các Giáo hoàng
Ngay từ năm 1896 – 2 năm sau khi ngôi nhà được trùng tu - Giáo hoàng Lêô XIII đã viếng thăm thánh địa này. Giáo hoàng Phaolô VI đã tới thăm thánh địa này ngày 26-7-1967, Giáo hoàng Gioan Phaolô II ngày 30-11-1979, còn Giáo hoàng Biển Đức XVI ngày 29-11-2006 nhân dịp chuyến tông du 4 ngày ở Thổ Nhĩ Kỳ.

## Sách tham khảo
- Mary's House by Donald Carroll (ngày 20 tháng 4 năm 2000) Veritas, ISBN 0-9538188-0-2